# Nicolaes Witsen
Nicolaas o Nicolaes Witsen (Amsterdam, 8 maggio 1641 – Amsterdam, 10 agosto 1717) è stato un diplomatico, cartografo e scrittore olandese.

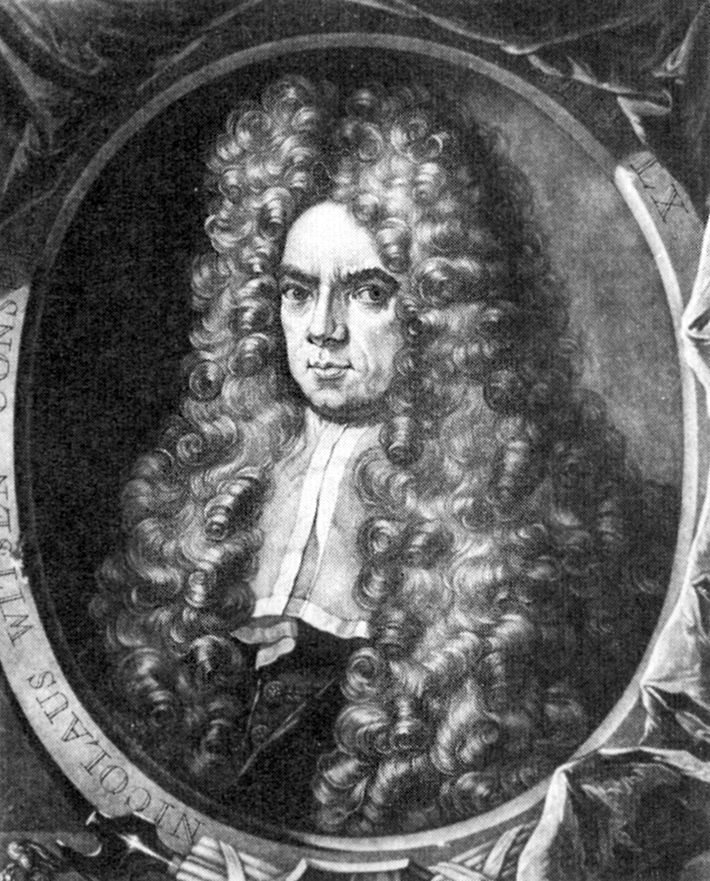
Nicolaes Witsen raffigurato da Peter Schenck (1701)

È stato per tredici volte sindaco (burgemeester) di Amsterdam tra il 1682 e il 1706. Inoltre, è stato rappresentante degli Stati Generali dei Paesi Bassi, nel 1693 amministratore della Compagnia Olandese delle Indie Orientali (VOC) e ambasciatore straordinario presso la corte inglese.
Membro della Royal Society, fu un'autorità nel campo dell'ingegneria navale (era discendente da una famiglia di ingegneri navali) e i suoi libri sull'argomento sono importanti fonti sulle costruzioni navali olandesi del XVII secolo. Witsen era esperto della Russia e Noord en Oost Tartarye è il libro più importante scritto da un olandese riguardo alla Russia (fu in seguito pubblicato in traduzione inglese).

## Opere
- N. Witsen, Moskovische Reyse 1664-1665. Journaal en Aentekeningen, published by Th.J.G. Locher and P. de Buch (‘s-Gravenhage, 1966).
- Nikolaas Vitsen [Witsen], Puteshestvie v Moskoviiu 1664-1665 (St. Petersburg, 1996).
- Architectura navalis et reginem nauticum (or Aeloude en hedendaegsche scheepsbouw en bestier), 1671, second edition 1690.
- Noord en Oost Tartarye, Ofte Bondig Ontwerp Van eenig dier Landen en Volken Welke voormaels bekent zijn geweest. Beneffens verscheide tot noch toe onbekende, en meest nooit voorheen beschreve Tartersche en Nabuurige Gewesten, Landstreeken, Steden, Rivieren, en Plaetzen, in de Noorder en Oosterlykste Gedeelten Van Asia En Europa Verdeelt in twee Stukken, Met der zelviger Land-kaerten: mitsgaders, onderscheide Afbeeldingen van Steden, Drachten, enz. Zedert naeuwkeurig onderzoek van veele Jaren, door eigen ondervondinge ontworpen, beschreven, geteekent, en in 't licht gegeven, Door Nicolaes Witsen.  't Amsterdam By François Halma, Boekverkooper op de Nieuwendyk. MDCCV. First print: Amsterdam, 1692; Second print: Amsterdam, 1705. Reprint in 1785.